# Currie Dixon
Pour les articles homonymes, voir Dixon.
Currie Dixon, né en 1985/1986 à Whitehorse, est un homme politique (yukonnais) canadien.
Il est élu député qui représente de la circonscription de Copperbelt-Nord à l'Assemblée législative du Yukon lors de l'élection yukonnaise du 11 octobre 2011 et il est membre du Parti du Yukon.

## Résultats électoraux
| Élections générales yukonnaises de 2021 | Élections générales yukonnaises de 2021 | Élections générales yukonnaises de 2021 | Élections générales yukonnaises de 2021 | Élections générales yukonnaises de 2021 |
| Candidat                                | Candidat                                | Parti                                   | Voix                                    | %                                       |
| --------------------------------------- | --------------------------------------- | --------------------------------------- | --------------------------------------- | --------------------------------------- |
|                                         | Currie Dixon                            | Parti du Yukon                          | 717                                     | 51,91                                   |
|                                         | Ted Adel                                | Libéral                                 | 346                                     | 25,05                                   |
|                                         | Saba Javed                              | NPD                                     | 318                                     | 23,02                                   |
| Total                                   | Total                                   | Total                                   | Total                                   | 1381                                    |

| Élections générales yukonnaises de 2011 | Élections générales yukonnaises de 2011 | Élections générales yukonnaises de 2011 | Élections générales yukonnaises de 2011 | Élections générales yukonnaises de 2011 |
| Candidat                                | Candidat                                | Parti                                   | Voix                                    | %                                       |
| --------------------------------------- | --------------------------------------- | --------------------------------------- | --------------------------------------- | --------------------------------------- |
|                                         | Currie Dixon                            | Parti du Yukon                          | 520                                     | 47,8                                    |
|                                         | Arthur Mitchell                         | Libéral                                 | 407                                     | 37,4                                    |
|                                         | Skeeter Miller-Wright                   | NPD                                     | 159                                     | 14,6                                    |
| Total                                   | Total                                   | Total                                   | Total                                   | 1186                                    |